# Tina Maze
Tina Maze [tína máze], slovenska alpska smučarka, * 2. maj 1983, Slovenj Gradec, Slovenija. 
Tina Maze je najuspešnejša slovenska alpska smučarka v svetovnem pokalu. 
Je ena izmed šestih smučark, ki so zmagale v vseh petih disciplinah, in ena od zgolj treh, ki jim je to uspelo v eni sami sezoni. V karieri je zbrala 26 zmag in osvojila olimpijsko zlato v smuku in veleslalomu. Leta 2011 je bila svetovna prvakinja v veleslalomu, v sezoni 2012/13 pa je postala skupna zmagovalka svetovnega pokala. V rekordni sezoni 2012/13 je nanizala 11 zmag in zbrala rekordno število točk svetovnega pokala (2414 točk) ter tako zrušila 13 let star rekord Hermana Maierja (2000 točk). V tej sezoni je zmagala v skupnem seštevku veleslaloma, superveleslaloma in alpske kombinacije ter bila druga v smuku in slalomu. Popravila je tudi Maierjev rekord (22) po številu stopničk v eni sezoni (24). Je tudi prva slovenska dobitnica zlate medalje na zimskih olimpijskih igrah (Soči - smuk, 2014). Šestkrat je bila izbrana za slovensko športnico leta. Maja 2015 je objavila, da vsaj za eno leto zapušča aktivno športno pot, 7. januarja 2017 je na veleslalomu za Zlato lisico nastopila na poslovilni tekmi.

## Športna kariera

### Zgodnja leta
Rodila se je 2. maja 1983 v Slovenj Gradcu. Januarja 1999 je pri 15-ih letih debitirala v svetovnem pokalu. Pri 17-ih letih se je udeležila svojega prvega svetovnega prvenstva, naslednje leto pa prvih olimpijskih iger, kjer je veleslalom končala na 12. mestu. Kariero je začela kot specialistka za veleslalom, kasneje pa priključila še vse ostale discipline.

### 2003-2004: Začetki
Prvo zmago v karieri je dosegla leta 2003 v Soeldnu, stara 20 let. Skupni seštevek je končala na 38. mestu z doseženimi 190 točkami, vsemi v veleslalomu. Naslednje leto ni zmagala na nobeni tekmi, z 244 točkami je osvojila 33. mesto.

### 2005-2007: Vzponi in padci
Sezona 2005 je bila do tedaj zanjo najuspešnejša, saj je trikrat zmagala v veleslalomu ter bila še dvakrat tretja v superveleslalomu. Sezono je končala na 10. mestu z 650 točkami, od tega jih je 366 osvojila v veleslalomu, kjer je končala kot 4. Naslednjo sezono je z 525 točkami končala na 14. mestu. Sezona 2007 ni bla tako uspešna, saj se niti enkrat ni uvrstila na zmagovalni oder, med deseterico pa končala le trikrat. Sezono je tako končala na 30. mestu z 268 točkami.
Februarja 2008 je v St. Moritzu zmagala svoj prvi smuk v karieri, kar je bila tudi prva ženska smukaška zmaga za Slovenijo. To je bila njena prva ne veleslalomska zmaga. Sezono je končala na 28. mestu z 287 točkami.

### 2009-2011: Preboj
Sezona 2009 je bila uspešnejša, saj je zmagala na dveh veleslalomih, v Mariboru in Areju. Trikrat je stala na stopničkah, kot druga v smuku in dvakrat tretja v superveleslalomu. Sezono je končala kot 6. z osvojenimi 852 točkami. Na Svetovnem prvenstvu v Val D'Iseru je osvojila srebrno medaljo v veleslalomu. Nastopila je tudi v smuku (14.), superveleslalomu (5.) in slalomu (odstop). 
V naslednji sezoni se je trikrat povzpela na oder za zmagovalce; zmagala je v veleslalomu v Garmischu ter bila druga v veleslalomu in slalomu. Petnajstkrat se je uvrstila med deseterico ter sezono zaključila kot 4. v skupnem seštevku.

#### 2010: Olimpijske igre (Vancouver)
Na odprtju Olimpijskih iger v Vancouvru je nosila slovensko zastavo. Osvojila je dve srebrni medalji v veleslalomu in superveleslalomu ter bila peta v alpski kombinaciji, deveta v slalomu in osemnajsta v smuku.

### 2011-2012
Sezono je začela z nekaj dobrimi rezultati in stopničkami. Prvo zmago sezone je dosegla v Trbižu v alpski kombinaciji. Pet dni kasneje je zmagala še v slalomu v Lenzerheideju. Na stopničkah je stala osemkrat (zmaga v alpski kombinaciji in slalomu, drugo mesto v slalomu, tretje mesto v veleslalomu in 2x v slalomu). Skupni seštevek je končala na 3. mestu s 1139 točkami. Na Svetovnem prvenstvu v Garmischu je osvojila srebro v alpski kombinaciji ter zlato v veleslalomu. V slalomu in smuku je bila peta, v superveleslalomu pa 11. Sezona 2012 je bila zelo nenavadna. Zmagala ni nobene tekme, desetkrat stala na stopničkah, nekajkrat pa le za las zgrešila zmago. Štirikrat je končala kot tretja v slalomu, superveleslalomu, veleslalomu in smuku in šestkrat kot druga (po enkrat v alpski kombinaciji in superveleslalomu ter 2x v veleslalomu in slalomu). 1402 osvojeni točki sta zadostovali za skupno drugo mesto.

### 2012-2013: Sezona podiranja rekordov
Sezono je začela z veleslalomsko zmago v Söldnu, ki sta ji sledili še dve v isti disciplini in ena v alpski kombinaciji. V veleslalomu v Courchevelu je v tej disciplini zmagala še četrtič zapored. Do novega leta je 11 krat stala na stopničkah (5x1, 2x2 in 4x3) ter si privozila precejšnjo prednost v skupnem seštevku Svetovnega pokala. Podrla je rekord v številu osvojenih točk (2180) in stopničk (19) v koledarskem letu. Njena prva zmaga v superveleslalomu, 13. januarja 2013 v St. Antonu, jo je uvrstila med majhno skupino smučark, ki jim je uspelo zmagati v vseh disciplinah . 26. januarja 2013 je veleslalom v Mariboru končala na drugem mestu ter si tako zagotovila svoj prvi mali kristalni globus. Dan kasneje je na istem prizorišču zmagala v slalomu. Dodala je še nekaj uvrstitev na stopničke in vseskozi povečevala prednost v skupnem seštevku (osvojila je več točk kot drugo in tretje uvrščena skupaj). 24. februarja si je z drugo zmago v alpski kombinaciji že devet tekem pred koncem zagotovila Veliki kristalni globus. Kljub temu, da je imela največ točk v alpski kombinaciji, pa se globusi v tej disciplini to sezono niso podeljevali. 1. marca 2013 je z 19. stopničkami v sezoni, ki jih je osvojila v alpski kombinaciji v Garmisch-Partenkirchnu, podrla rekord v številu stopničk v eni sezoni med ženskami. Naslednji dan se je z zmago v smuku pridružila še dvema smučarkama, ki sta v eni sezoni dosegli zmage v vseh disciplinah. Na isti tekmi je padel tudi rekord po številu osvojenih točk na sezono (2000), ki ga je držal Herman Maier. Po odpovedi smuka na finalu svetovnega pokala v Lenzerheideju 13. marca, je le za točko zaostala za malim kristalnim globusom, ki ga je osvojila Lindsey Vonn. 14. marca je odpadel še superveleslalom, kar je pomenilo, da je osvojila še drugi mali kristalni globus v sezoni. Sezono je sklenila z 11. zmago (šesto v veleslalomu) in postavila rekord po številu osvojenih točk, 2414.

#### 2013: Svetovno prvenstvo
Na Svetovno prvenstvo v Schladming je prišla kot favoritinja, saj je vodila v treh izmed petih disciplin. Nekaj bivših smučarjev je napovedalo, da lahko osvoji medaljo prav v vsaki disciplini. Že na prvi tekmi je osvojila zlato v superveleslalomu, tri dni kasneje pa srebro v alpski kombinaciji. Sedma je bila v smuku, osvojila še eno srebro v veleslalomu, slalom pa končala kot peta.

### 2013-2014
Sezono je začela manj uspešno in do olimpijskih iger osvojila eno zmago ter tri uvrstitve na oder za zmagovalce. Vzrok za slabše rezultate je med drugim bil menjava trenerja Livia Magonija z Walterjem Ronconijem, s katerim ni našla skupnega jezika. V januarju je Ronconija zamenjal Mauro Pini, ki je po njenih besedah v ekipo prinesel pozitivne spremembe.

#### 2014: Olimpijske igre (Soči)
V Sočiju je v alpski kombinaciji in superveleslalomu bron zgrešila le za 0.10 sekunde, v smuku pa je skupaj s Švicarko Dominique Gisin osvojila zlato medaljo, ki je hkrati tudi prva zlata medalja za Slovenijo na zimskih olimpijskih igrah. Uspeh je dopolnila z zlato medaljo na olimpijskem veleslalomu.

### 2014-2015: Tinina zadnja sezona
Tina Maze je najavila, da bo to njena zadnja sezona. Še pred začetkom sezone jo je zapustil trener Mauro Pini. Po slabem uvodu v sezono, ko je bila šele 22., je v slalomu, ki je bila v prejšnji sezoni njena najslabša disciplina, zmagala že na prvi slalomski tekmi sezone. Na prizorišču Lake Louise, kjer ni nikoli stala na stopničkah, je v smuku slavila svojo drugo zmago v sezoni, s čimer je prevzela vodstvo v skupnem seštevku. Decembra 2014 je bila izbrana za Slovensko športnico leta. 
Sezono je v dramatičnem zaključku zaključila na drugem mestu skupnega seštevka. Maja 2015 je objavila, da vsaj za eno leto zapušča aktivno športno pot.

#### 2015: Svetovno prvenstvo
Tina si je že pred začetkom prvenstva zadala cilj postati prva smučarka z osvojenimi kolajnami v vseh disciplinah. Že na uvodni tekmi svetovnega prvenstva v alpskem smučanju 2015 je osvojila srebrno medaljo; zlato v superveleslalomu je zgrešila za tri stotinke. S prednostjo dveh stotink sekunde je osvojila zlato medaljo v smuku in s tem dopolnila uspeh. Svoj pohod na medalje je nadaljevala z zmago v alpski kombinaciji . V veleslalomu in slalomu je ostala brez medalje. Na nobeni izmed tekem ni bila slabša kot osma.

#### 2017: poslovilna tekma
7. januarja 2017 je na veleslalomu za Zlato lisico pred 15.000 gledalci nastopila na svoji poslovilni tekmi, na kateri ni nastopila tekmovalno. Sredi proge se je ustavila in objela člane svoje ekipe, pred ciljno črto pa odpela smuči kot Bojan Križaj na svoji poslovilni tekmi. Njen nastop si v televizijskem prenosu na RTV Slovenija ogledalo 414.000 gledalcev.

## Dosežki

### Zmage v svetovnem pokalu
- 26 zmag (14 veleslalom, 3 alpska kombinacija, 4 slalom, 1 superveleslalom, 4 smuk)
- 81 stopničk (28 veleslalom, 17 slalom, 17 superveleslalom, 11 smuk, 6 alpska kombinacija, 2 paralelna tekma)

| Zmage v svetovnem pokalu |                   |                  |                        |
| Sezona                   | Datum             | Disciplina       | Prizorišče             |
| 2002/03                  | 26. oktober 2002  | veleslalom       | Sölden                 |
| 2004/05                  | 22. december 2004 | veleslalom       | St. Moritz             |
| 2004/05                  | 8. januar 2005    | veleslalom       | Santa Caterina         |
| 2004/05                  | 22. januar 2005   | veleslalom       | Maribor                |
| 2005/06                  | 22. oktober 2005  | veleslalom       | Sölden                 |
| 2007/08                  | 2. februar 2008   | smuk             | St. Moritz             |
| 2008/09                  | 10. januar 2009   | veleslalom       | Maribor                |
| 2008/09                  | 14. marec 2009    | veleslalom       | Are                    |
| 2009/10                  | 11. marec 2010    | veleslalom       | Garmisch-Partenkirchen |
| 2010/11                  | 4. marec 2011     | superkombinacija | Trbiž                  |
| 2010/11                  | 18. marec 2011    | slalom           | Lenzerheide            |
| 2012/13                  | 27. oktober 2012  | veleslalom       | Sölden                 |
| 2012/13                  | 25. november 2012 | veleslalom       | Aspen                  |
| 2012/13                  | 7. december 2012  | superkombinacija | St. Moritz             |
| 2012/13                  | 9. december 2012  | veleslalom       | St. Moritz             |
| 2012/13                  | 16. december 2012 | veleslalom       | Courchevel             |
| 2012/13                  | 13. januar 2013   | superveleslalom  | St. Anton              |
| 2012/13                  | 27. januar 2013   | slalom           | Maribor                |
| 2012/13                  | 24. februar 2013  | superkombinacija | Meribel                |
| 2012/13                  | 2. marec 2013     | smuk             | Garmisch-Partenkirchen |
| 2012/13                  | 10. marec 2013    | slalom           | Ofterschwang           |
| 2012/13                  | 17. marec 2013    | veleslalom       | Lenzerheide            |
| 2013/14                  | 25. januar 2014   | smuk             | Cortina d'Ampezzo      |
| 2014/15                  | 15. november 2014 | slalom           | Levi                   |
| 2014/15                  | 5. december 2014  | smuk             | Lake Louise            |
| 2014/15                  | 12. december 2014 | veleslalom       | Are                    |

### Kristalni globusi
3 kristalni globusi (1 veliki, 1 veleslalomski, 1 superveleslalomski; dobila bi tudi alpsko kombinacijskega (2013), vendar so ta mali globus ukinili)
| Sezona  |                 |
| Globusi |                 |
| 2013    | Skupni seštevek |
| 2013    | Veleslalom      |
| 2013    | Superveleslalom |

### Skupna razvrstitev
Prva številka pomeni uvrstitev, druga v oklepaju pa osvojene točke.
| Sezona          |           |            |                 |           |             |          |
| Skupni seštevek | Slalom    | Veleslalom | Superveleslalom | Smuk      | Kombinacija |          |
| 2000/01         | 54. (109) | 44. (16)   | 23. (93)        | -         | -           | -        |
| 2001/02         | 36. (236) | 44. (12)   | 8. (224)        | -         | -           | -        |
| 2002/03         | 38. (190) | -          | 13. (190)       | -         | -           | -        |
| 2003/04         | 33. (234) | -          | 8. (234)        | 47. (10)  | -           | -        |
| 2004/05         | 10. (650) | 39. (17)   | 4. (366)        | 9. (236)  | -           | -        |
| 2005/06         | 14. (525) | 46. (7)    | 7. (309)        | 13. (164) | 31. (31)    | 32. (9)  |
| 2006/07         | 30. (268) | 51. (7)    | 19. (81)        | 10. (143) | 37. (36)    | 19. (37) |
| 2007/08         | 28. (287) | -          | 30. (24)        | 19. (98)  | -           | 17. (40) |
| 2008/09         | 6. (852)  | -          | 3. (368)        | 7. (202)  | 18. (125)   | 21. (26) |
| 2009/10         | 4. (943)  | 6. (272)   | 3. (372)        | 8. (200)  | 25. (67)    | 14. (32) |
| 2010/11         | 3. (1139) | 7. (295)   | 6. (208)        | 18. (83)  | 8. (261)    | 2. (212) |
| 2011/12         | 2. (1402) | 3. (413)   | 5. (367)        | 4. (257)  | 9. (210)    | 2. (125) |
| 2012/13         | 1. (2414) | 2. (655)   | 1. (800)        | 1. (420)  | 2. (339)    | 1. (200) |
| 2013/14         | 4. (964)  | 12. (148)  | 10. (184)       | 7. (183)  | 3. (409)    | 6. (40)  |
| 2014/15         | 2. (1513) | 3. (439)   | 5. (266)        | 3. (390)  | 3. (356)    | 2. (80)  |

### Vsi rekordi
| Rekord                                       | Tina            | Prejšnji rekord                          |
| -------------------------------------------- | --------------- | ---------------------------------------- |
| Največ točk (Ž)                              | 2414 (71% točk) | Lindsey Vonn - 1980                      |
| Največ točk                                  | 2414 (71% točk) | Hermann Maier - 2000                     |
| Največ stopničk v sezoni (Ž)                 | 24 (71% tekem)  | Hanni Wenzel, Pernilla Wiberg - 18       |
| Največ stopničk v sezoni                     | 24 (71% tekem)  | Hermann Maier - 22                       |
| Med najboljših 5 (Ž)                         | 31 (91% tekem)  | Pernilla Wiberg - 24                     |
| Med najboljših 5                             | 31 (91% tekem)  | Hermann Maier - 24                       |
| Najvišja razlika med 1. in 2. mestom (Ž)     | 1313            | Lindsey Vonn - 578                       |
| Najvišja razlika med 1. in 2. mestom         | 1313            | Hermann Maier - 743                      |
| Točke po 10. tekmi                           | 677 (68% točk)  | Katja Seizinger - 643                    |
| Odstotek vseh točk                           | 69%             | Pernilla Wiberg - 61%                    |
| Uvrstitev v vseh disciplinah na OI med TOP 8 | 5               | Maria Riesch - v vseh disciplinah TOP 10 |

Poleg tega je izenačila še dva pomembna rekorda. Poleg Vreni Schneider (1988/1989) je edina, ki je vse veleslalome v sezoni končala na zmagovalnem odru. Hkrati pa je edina ženska, ki je v svetovnem pokalu vodila od prve do zadnje tekme (pri moških je to uspelo le Bodeju Millerju).

## Olimpijske igre
| Leto | Olimpijske igre | Olimpijske igre | Olimpijske igre | Olimpijske igre | Olimpijske igre | Olimpijske igre | Olimpijske igre |
| Leto | Starost         | Slalom          | Veleslalom      | Supervelelalom  | Smuk            | Kombinacija     |                 |
| 2002 | 18              | —               | 12              | —               | —               | —               |                 |
| 2006 | 22              | —               | 12              | 39              | —               | —               |                 |
| 2010 | 26              | 9               | 2               | 2               | 18              | 5               |                 |
| 2014 | 30              | 8               | 1               | 5               | 1               | 4               |                 |

## Red Bull Skills
Red Bull Skills je tekmovanje, kjer se smučarji na eni sami progi preizkusijo v vseh štirih disciplinah. Tina Maze je leta 2014 na tej tekmi dosegla tretje mesto. Leta 2015 je zmagala in postala prva Slovenka z zmago na tej ekshibicijski tekmi.

## Zasebno življenje
Živi v Črni na Koroškem. Trenutno je v razmerju z vodjo svoje nekdanje ekipe, 16 let starejšim Italijanom Andreo Massijem. Massi prihaja iz Gorice, ki leži na meji med Slovenijo in Italijo. Je italijanski državljan in tekoče govori italijansko, slovensko in nemško. 7. februarja 2018 sta povila prvorojenko Anouk.
Leta 2016 je diplomirala je na Univerzi v Mariboru in postala profesorica razrednega pouka.

### Glasba
V osnovni šoli je poleg smučanja igrala še klavir. Med pripravami na sezono 2012/13 je posnela svojo prvo pesem z naslovom »My Way is My Decision« (Moja pot je moja odločitev). O skoku v glasbene vode je napisala tudi blog. Novica o njeni pevski karieri je pritegnila tudi tuje medije. Avtor aranžmaja in produkcije je Raay, glasbo sta napisala Matjaž Jelen in Raay, besedilo pa sta prispevala Charlie Mason in Leon Oblak. Izdana je bila 26. oktobra, dan pred prvo tekmo sezone v Soeldnu. Video je postal najhitreje rastoč nov video po številu ogledov kateregakoli slovenskega izvajalca, saj je v zgolj treh dneh dosegel pol milijona ogledov.

## Nagrade in priznanja
Leta 2009 je prejela Bloudkovo plaketo za »pomembne tekmovalne dosežke v alpskem smučanju« in medaljo za zasluge Republike Slovenije za »velike dosežke na področju športa, v alpskem smučanju«, leto kasneje pa še Bloudkovo nagrado. Petkrat je bila izbrana za slovensko športnico leta, v letih 2005, 2010, 2011, 2013 in 2014. Leta 2013 jo je slovenski predsednik Borut Pahor odlikoval z zlatim redom za zasluge za »izjemne športne dosežke, uveljavljanje Slovenije na svetovnem športnem prizorišču ter navdih ljudem«.
Leta 2015 je slovenski biolog Matjaž Gregorič v Južni Afriki odkrito vrsto pajka v čast Tini Maze poimenoval Caerostris tinamaze.